# Combate de Tarapacá (1842)
El combate de Tarapacá fue un enfrentamiento entre fuerzas de ocupación bolivianas al mando del coronel José María García y milicias peruanas a las órdenes del mayor Juan Buendía en el marco de la Guerra entre Perú y Bolivia entre el 6 y 7 de enero de 1842. La victoria peruana permitió recuperar la provincia deTarapacá que había sido capturado por las tropas bolivianas días antes.

## Antecedentes
En 1841 el presidente del Perú Agustín Gamarra, intenta anexar Bolivia (el Alto Perú colonial), empresa que costó la vida el 18 de noviembre de ese mismo año en la batalla de Ingavi. El ejército de Bolivia al mando del general José Ballivián invade el Perú ocupando Moquegua y Puno y enviando enseguida al coronel Rodríguez Magariños, jefe de la segunda división boliviana a ocupar Tacna y Arica, lo que dicho jefe boliviano efectúa en diciembre de 1841. El 2 de enero del año siguiente una columna de cien soldados bolivianos, al mando del coronel José María García y su segundo el comandante Juan Montero, ocupa el poblado de Tarapacá convirtiendo la casa del Cabildo en cuartel para sus tropas, el subprefecto peruano Calixto Gutiérrez de La Fuente se retira a Iquique llevando la noticia de la ocupación de las tropas bolivianas. En dicha ciudad se pone en contacto con el mayor Juan Buendía y Noriega quien organiza una columna de milicianos con los vecinos del puerto de Iquique y emigrados de Tacna, poniéndose así en marcha para Tarapacá el 5 de enero de 1842.

## Combate
Una vez recompuestas las fuerzas el mayor Juan Buendía salió desde Iquique con una columna de voluntarios hacia Tarapacá, presentando batalla a partir de la noche del 6 de enero con ayuda de vecinos de la capital provincial, combate que duró hasta las siete de la mañana del día siguiente. Sin embargo, lo que efectivamente ocurrió es que Buendía antes de presentar refriega se instaló en la oficina salitrera La Peña, siguiendo la estrategia trazada con antelación por el subprefecto. En esta salitrera no sólo reunió hombres y armamento, sino que despachó el 4 y 5 de enero grupos armados para hostilizar permanentemente a las tropas invasoras. Fue tan exitoso este procedimiento destinado a debilitar al enemigo, que el coronel boliviano José María García pidió a sus superiores el envío de tropas de infantería y caballería con el propósito de poder enfrentarlos:

"Se hallan mucho dispersos y los va reuniendo el comandante Juan D. Buendía a distancia de catorce leguas llamada La Peña, y este señor van dos noches que me tiene abrumado con sus tiros, con los doce de caballería que tiene, y como están bien montados no les puedo hacer nada, y si tuviese ya la mitad de la caballería, podría tomarlos como también toda la caballada; pues con los que tengo no puedo perseguirlos una sola cuadra porque en su vida han manejado el arma, y quizás los más de ellos no la han conocido. Esto es que me hallo con hombres armados y en inacción".
Cnel. José María García. (El Comercio, 22/01/1842, pág. 4)".

De modo que la fecha y la hora escogida para la acometida peruana obedeció a una plan calculado: una tropa boliviana sin dormir durante dos noches seguidas, además de hallarse sin descanso y mal alimentada. El relato del combate por parte del propio Buendía fue así:

A mi aproximación a Tarapacá, se me reunió bastante gente aunque con pocas armas. Ello es que el 6 a las 11 de la noche estuve frente al enemigo que ocupaba una posición casi inexpugnable; favorecido de la cual me rompió un vivo fuego que fue contestado por los nuestros con no menor ardor por lo que al poco rato me encontré sin municiones, mas el entusiasmo del pueblo remedió esta falta, pues mientras nos batíamos, ellos construían cartuchos con los que me sostuve hasta las 7 de la mañana del 7, habiendo habido toda la noche un fuego sin interrupción. Los paisanos que tenía sin armas hice fuesen a tirar piedras con hondas y galgas al enemigo desde un cerro que domina la casa que ocupaban; y se llenaron tanto de terror que a la hora dicha se me rindieron a discreción quedando muerto el coronel García jefe de la fuerza invasora; mal herido el mayor Coloma hermano de mi compadre, y 9 individuos de tropa. Nuestra pérdida consiste en la muerte de un soldado y 5 heridos (El Comercio, 22/01/1842, pág. 3).

Al promediar la media noche del día siguiente la columna peruana se aproxima sigilosamente al poblado con intención de tomar por sorpresa a la guarnición boliviana, descubierta tardíamente por los centinelas se rompen los fuegos y ante el desconocimiento del número de la fuerza que le atacaba el coronel boliviano García ordena a sus soldados atrincherarse en el cabildo contestando el tiroteo por las ventanas. A Buendía se le suman muchos vecinos armados de Tarapacá, tras casi cinco horas de lucha las municiones de los peruanos empiezan a agotarse lo que estos solucionan fundiendo una imagen del niño Jesús hecha de plomo y que pertenecía a la capilla del pueblo. Sigilosamente, improvisaron trincheras y barricadas de resistencia en una esquina situada en la misma cuadra del Cabildo usado como cuartel por los bolivianos. De improviso, sin embargo, se desató la contienda en medio de la oscuridad de noche, impidiendo al coronel García poder distinguir entre las sombras la envergadura del ataque, que comenzó a engrosarse cuando otros pobladores tarapaqueños se sumaron espontáneamente al grupo, obligando a los bolivianos a replegarse dentro de su fortín.

## El Milagro de las balas del Niño Dios
Como queda establecido en esta y otras narraciones, la participación de los vecinos tarapaqueños (ricos y pobres, mujeres y hombres, blancos, mestizos e indígenas) fue determinante en el triunfo peruano tanto por su aporte a la implementación de un batallón como a la respectiva dotación de armas y cartuchos. De este hecho se derivó la historia de la fundición de la imagen de la iglesia para la fabricación de las municiones, relación que tomó Ricardo Palma en sus Tradiciones Peruanas bajo el título de «Las balas del Niño Dios».
La derrota parecía inminente y Juan Buendía estaba al borde de retirarse, cuando apareció ante él un joven sacerdote que ayudaba en ese momento con la atención de los varios heridos. El cura se acercó rogándole que resistiera un poco más y que él se encargaría de traer plomo para las balas de proyectiles. Esto iba a ser lo que cambiaría su suerte aquella madrugada de verano, precisamente.
El clérigo corrió hasta sus aposentos en el pueblo y se arrojó sobre un enorme retablo del pesebre que representaba el Nacimiento de Cristo en Belén aquel 6 de enero. Entonces, se echó al hombro la pesada figura del niño Dios que estaba hecha precisamente de plomo... Y así regresó el religioso hasta el grupo, rogando perdón divino al sacrilegio que había cometido, pero entregando a los hombres de Buendía el valioso material. Éste sería usado en los tiros de la victoria peruana de Tarapacá, cuando la ofensiva y el asedio por fin consiguieron la rendición de los bolivianos en lo que se ha llamado para la posteridad como el Milagro de las Balas del Niño Dios.

## Consecuencias
A las seis de la mañana el coronel José María García cae mortalmente herido ordenando al comandante Montero batirse hasta el último cartucho, una hora después la guarnición boliviana sin municiones y fuertemente diezmada se rinde a discreción debiendo proceder a devolver el pueblo de Tarapacá a sus alegres y aguerridos habitantes.
Como dato interesante, cabe añadir que el valeroso sacerdote tarapaqueño que logró conseguir el plomo para los tiros de los héroes de la resistencia local, todavía estaba vivo en los tiempos en que Ricardo Palma inmortalizó el entretenido relato en su famoso libro sobre las tradiciones del Perú, según él mismo comenta allí.
La victoria peruana permitió recuperar la provincia y frenar el avance boliviano envalentonado por su victoria en Ingavi, antes del advenimiento de la paz.
El coronel José María García pereció en la lucha. Quedaron prisioneros 40 soldados y 5 oficiales, el armamento capturado fue repartido entre los vecinos y las tropas bolivianas no intentaron avanzar nuevamente sobre Tarapacá.
Cabe indicar que el ejército boliviano no contaba con tropas suficientes para mantener una ocupación en zonas tan amplias y el actuar de las montoneras peruanas fue determinante en el debilitamiento de las tropas bolivianas sobre todo a través de las quitadas de armas y animales en los caminos.
En febrero de 1842, desocupan Tacna y Arica, replegándose hacia Moquegua y Puno.

## Epílogo
El entonces mayor Juan Buendía y Noriega da a cuenta a la Nación de la victoria peruana del combate de Tarapacá el 22 de enero de 1842 en el diario El Comercio. Allí dice: 

"Estos pueblos se hallan libre de la incursión Boliviana, castigando esta agresión de una manera ejemplar y escarmentándolos por los insultos, que supieron inferirle al abrigo y positiva certidumbre de que permanecían en un estado inerme".
 (El Comercio, 22/01/1842, pág. 5).